# Then (Anne-Marie)
Then è un singolo della cantante britannica Anne-Marie, pubblicato il 15 dicembre 2017 ed estratto dal suo primo album in studio Speak Your Mind.

## Tracce
1. Then – 3:34